# Jaime Barría
Jaime Jonathan Barría Soto (nacido el 18 de julio de 1996) es un lanzador de béisbol profesional panameño de la organización Cleveland Guardians. Anteriormente jugó en la Major League Baseball (MLB) para los Angelinos de Los Ángeles.

## Carrera

### Los Angeles Angels

#### Ligas menores
Barría firmó con los Angelinos de Los Ángeles por 60.000 dólares como agente libre internacional en 2013. Hizo su debut ese mismo año con los Angelinos de Verano Dominicana de la Liga Dominicana de Verano de nivel Novato, lanzando en cinco entradas y permitiendo seis carreras limpias. Regresó allí en 2014, donde mejoró, con marca de 4-4 con un promedio de rendimiento limpio (ERA) de 3.03 en 16 juegos (ocho aperturas). En 2015 jugó tanto para los Arizona Angels de la Liga de Arizona de nivel novato como para los Orem Owlz de la Liga pionera de nivel novato avanzado, lanzando con un récord combinado de 5-4 y efectividad de 4.02 en 15 juegos (14 aperturas). Lanzó en 2016 para los Burlington Bees de la Single-A Midwest League y fue nombrado Lanzador Prospecto del Año de los Angelinos por MLBPipeline.com después de compilar un récord de 8-6 y una efectividad de 3.85 con un WHIP de 1.32 en 25 aperturas. Barría inició la temporada 2017 con los Inland Empire 66ers de la High-A California League. Los Angelinos lo ascendieron a Mobile BayBears de la Liga Sur Doble- A el 4 de junio de  y a Salt Lake Bees de la Liga de la Costa del Pacífico Triple-A para sus últimas tres aperturas del año. En 26 aperturas entre los tres clubes, tuvo marca de 7-9 con efectividad de 2.80. Fue seleccionado para aparecer en el All-Star Futures Game. Los Angelinos agregaron a Barría a su lista de 40 hombres después de la temporada.Barría inició la temporada 2018 con Salt Lake.

#### Grandes Ligas
Después de hacer una apertura para los Bees en 2018, los Angelinos ascendieron a Barría a las ligas mayores el 11 de abril de 2018, para debutar contra los Texas Rangers. El 22 de abril de 2018, Barria se enfrentó a Brandon Belt de los Gigantes de San Francisco, quien tuvo un turno al bate que duró 21 lanzamientos antes de terminar con un elevado al jardín derecho, rompiendo el récord de la MLB de más lanzamientos a un solo bateador en un solo turno al bate. .  En la temporada, Barría inició 26 juegos para los Angelinos, con marca de 10-9 con efectividad de 3.53 con 98 ponches en129 1⁄3 entradas. Fue el quinto jugador más joven de la Liga Americana. En 2020, tuvo marca de 1-0 en 7 juegos (5 como titular). El 13 de enero de 2023, Barría firmó un contrato de un año y 1,05 millones de dólares con los Angelinos, evitando el arbitraje salarial.  En 34 apariciones con los Angelinos, luchó por lograr un récord de 2-6 y una efectividad de 5.68 con 62 ponches en82 1⁄3 entradas de trabajo. Después de la temporada, el 16 de octubre, Barría fue retirado de la lista de 40 hombres y enviado directamente a Triple-A Salt Lake. Posteriormente rechazó la asignación y eligió la agencia libre.

### Cleveland Guardians
El 1 de diciembre de 2023, Barría firmó un contrato de ligas menores con los Cleveland Guardians.

## Selección nacional
con la selección de béisbol de Panamá participó en el Clásico Mundial de Béisbol 2023.